# Вакуленчук
Вакуленчук (до 1986 року — Великі Коровинці-2) — селище в Україні, у Чуднівській міській територіальній громаді Житомирського району Житомирської області. Кількість населення становить 2 192 особи (2001). У 1986—2024 роках — селище міського типу.

## Загальна інформація
Розміщується за 30 км від Чуднова, 70 км від Житомира та 4,5 км від залізничної станції Михайленки. Площа — 0,2 км². Населене переважно українцями. В селищі встановлено обеліск слави на честь загиблих у Другій світовій війні.

## Населення
Відповідно до результатів перепису населення СРСР, кількість населення, станом на 12 січня 1989 року, становила 2 432 особи.
Станом на 5 грудня 2001 року, відповідно до перепису населення України, кількість мешканців села становила 2 192 особи.

## Історія
Від 1946 року проводилися дослідження можливості розміщення ракетної бази. Засноване 1952 року як військове селище під назвою Великі Коровинці-2, після утворення 2-го ракетного арсеналу Ракетних військ стратегічного призначення. 1 липня 1986 року, відповідно до указу Президії Верховної ради Української РСР «Про присвоєння найменування новозбудованому населеному пункту Житомирської області», присвоєно назву Вакуленчук, на честь земляка Григорія Вакуленчука — учасника революційного руху у Севастополі. 

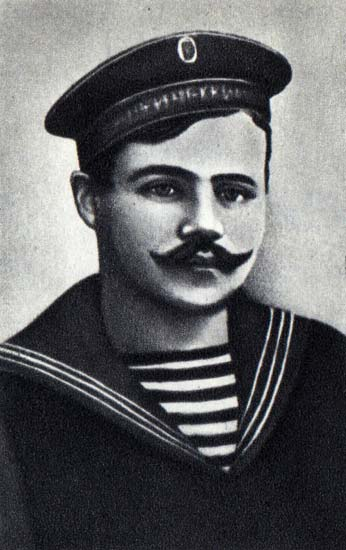
Григорій Вакуленчук (1877—1905)

4 серпня 1986 року, відповідно до рішення виконкому Житомирської обласної ради, віднесене до категорії селищ міського типу з утворенням Вакуленчуківської селищної ради.
19 листопада 2001 року відправлена на ліквідацію до російського Павлограда остання найпотужніша в світі твердопаливна бойова ракета-носій 15Ж60 (за термінологією НАТО — СС-24). Станом на 2005 рік — закрите військове містечко. В поселенні були загальноосвітня школа, дитячий садок, лікарня, амбулаторія, будинок офіцерів, 2 будинкоуправління, 2 стадіони.
У 2006 році засновано парафію Святих верховних апостолів Петра і Павла Української греко-католицької церкви. 2006 році адміністратором парафії став о. Іван Цихуляк. У 2008 році адміністратором громади призначений о. Роман Шкрібенець
16 січня 2017 року поблизу селища було ліквідоване сховище радіоактивних відходів, яке виникло за радянських часів.
12 червня 2020 року, відповідно до розпорядження Кабінету Міністрів України № 711-р «Про визначення адміністративних центрів та затвердження територій територіальних громад Житомирської області», територію Вакуленчуківської селищної ради включено до складу Чуднівської сільської територіальної громади Житомирського району Житомирської області.
26 січня 2024 року, відповідно до Закону України «Про порядок вирішення окремих питань адміністративно-територіального устрою України» від 28 липня 2023 року, віднесене до категорії селищ.